# Stazione di Terzigno
Stazione di Terzigno 2006-ban bezárt vasútállomás Olaszországban, Terzigno településen.

## Vasútvonalak
Az állomást az alábbi vasútvonalak érintették:
- Cancello-Torre Annunziata-vasútvonal

## Kapcsolódó állomások
A vasútállomáshoz az alábbi állomások vannak a legközelebb:
- Stazione di Boccia al Mauro
- Stazione di San Giuseppe Vesuviano